# Julieta Lanteri

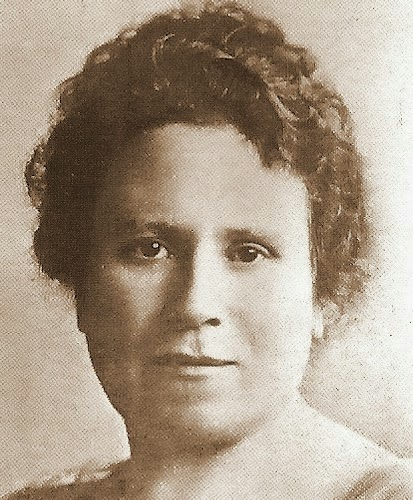
Julieta Lanteri

Julieta Lanteri (* 22. März 1873 in Briga Marittima (heute La Brigue), Königreich Italien; † 25. Februar 1932 in Buenos Aires) war eine argentinische Ärztin, Pharmakologin, Sozialreformerin und Frauenrechtlerin. Sie gilt als erste Frau, die in Südamerika wählte.

## Leben
Julieta Lanteri war die Tochter von Antonio Lanteri und Matea Guido geboren. Als sie sechs Jahre alt war, zog ihre Familie nach La Plata, Argentinien. Sie war die erste Frau, die dort das Colegio Nacional besuchte und 1898 einen Abschluss in Pharmakologie machte. Anschließend studierte sie Medizin an der Universidad Nacional de Buenos Aires. Lanteri war 1906 die sechste Frau, die ihren medizinischen Abschluss in Argentinien machte.
Nach ihrem Abschluss arbeitete Lanteri zehn Jahre in der Unfall- und Krankenstation eines Hospitals. Sie spezialisierte sich auf die Behandlung von psychischen Beschwerden und Erkrankungen von Frauen und Kindern. Von 1907 bis 1920 reiste sie häufig nach Europa, um Standards in Krankenhäusern, Anstalten und Schulen kennen zu lernen. In Argentinien arbeitete Lanteri an der Umsetzung von Gesundheitsreformen, um die Versorgung von Frauen, Kindern und unverheirateten Müttern zu verbessern.
Lanteri war 1905 an der Gründung der Argentinischen Vereinigung für freies Denken beteiligt und unterstützte im folgenden Jahr die Ausrichtung des internationalen Kongresses Congreso Internacional del Libre Pensamiento in Buenos Aires. Im Jahr 1909 gründete sie die Nationale Liga der Freidenkerinnen und deren Zeitschrift „The New Woman“. Im folgenden Jahr half sie bei der Organisation des ersten Internationalen Frauenkongresses und des ersten Nationalen Kongresses für Kinder. Nachdem ihre Bewerbung um eine Professur für psychiatrische Erkrankungen verweigert wurde, beantragte sie die argentinische Staatsbürgerschaft. Dies wurde abgelehnt, weil sie eine unverheiratete Einwanderin war. Lanteri heiratete 1910 den weit jüngeren Arzt Albert Renshaw, der 1911 die Staatsbürgerschaft für seine Frau erlangen konnte.
Als argentinische Staatsbürgerin, die Steuern zahlte, erstritt Lanteri vor Gericht das Recht bei den Kommunalwahlen abstimmen zu dürfen. Am 26. November 1911 gab sie bei den Wahlen zum Stadtrat als erste Frau in Südamerika ihre Stimme ab. Der Historiker und Politiker Adolfo Saldías gratulierte ihr als Wahlvorstand «por ser el firmante del documento del primer sufragio de una mujer en el país y en Sudamérica». Nach den Berichten der Presse über diesen Vorgang, wurde die Ableistung des Militärdienst in die argentinische Wahlgesetzgebung aufgenommen und Frauen bis 1947 das Wahlrecht in Argentinien verweigert. Lanteri beantragte die Aufnahme in das Militär und reichte vergeblich eine Petition beim Kriegs- und Marineminister ein.
Lanteri gründet 1918/19 ihre eigene politische Partei, die Partido Feminista Nacional (Nationale Feministische Partei). Bei jeder folgenden Wahl kandidierte sie für das Parlament. Ihre Partei forderte ein allgemeines Wahlrecht, die Gleichstellung von Männern und Frauen nach dem Bürgerlichen Gesetzbuch, Gesetze zur Regelung der Arbeitszeit, des gleichen Entgelts, der Renten, des Mutterschaftsgeldes und des Schutzes von Frauen und Kindern, die berufliche Ausbildung von Frauen sowie die fachliche Betreuung von straffälligen Kindern. Daneben wurden Gefängnisreform, Abschaffung der Todesstrafe, Sozialhygiene, größere Sicherheitsvorschriften in Fabriken, Verbot der Herstellung und des Verkaufs von Alkohol, prophylaktische Behandlung von Infektionskrankheiten und Verbot von Bordellen gefordert.
Im Jahr 1929 versuchte Lanteri vergeblich die Zulassung von Frauen zum Militärdienst vor dem Obersten Gerichtshof zu erkämpfen, da der Militärdienst für alle, nicht nur männliche Bürger vorgeschrieben war. Sie kämpfte bis zu ihrem Tod weiter für die Rechte der Frauen und deren parlamentarische Beteiligung.
Am 23. Februar 1932 wurde Julieta Lanteri von einem Auto überfahren. Sie starb zwei Tage später im Krankenhaus. Mehr als 1000 Menschen nahmen an ihrer Beerdigung teil. Es ist bis heute umstritten, ob dieser Vorfall ein Unfall oder ein Mord aus Frauenhass oder politischen Gründen war. Es heißt, dass die Polizei, in der Zeit der «década infame» (deutsch: berüchtigtes Jahrzehnt) nach dem Putsch von José Félix Uriburu, den Namen des flüchtigen Fahrers aus den Akten gestrichen habe.

## Schriften
- Contribución al estudio del deciduoma maligno. Dissertation, Buenos Aires 1906.